# カーニヴール
カーニヴール（英: Karnivool）は、オーストラリア・パース出身のロックバンド。1997年結成。高校時代の級友であったケニーとゴダードが当時結成したバンドが母体となっている。

## 評価
オーストラリア国内では数々の賞を受賞している。2001年、2007年にウェスト・オーストラリアン・ミュージック・インダストリー・アワーズにおいて「ベスト・オリジナル・メタル・アクト」をはじめ数々の部門で受賞を成し遂げている。
Triple J Hottest 100にはこれまでに"Themata"、"Roquefort"、"The Only Way"、"Set Fire to the Hive"、"All I Know"、"We Are"の6曲がランクインしている。
2013年にはARIAミュージック・アワードで2部門にノミネートされ、その内の「ベスト・ハードロック・ヘヴィメタル・アルバム」部門で受賞を果たした。また、同賞では過去に2nd「Sound Awake」をプロデュースしたフォレスター・サヴェルが「プロデューサー・オブ・ザ・イヤー」部門でノミネートされている。

## 音楽性
1st「Themata」までの音楽性はオルタナティヴ・メタルやニュー・メタルとも形容されたが、その後の作品ではよりプログレッシブ・ロックへの志向を強めている。彼らが影響を受けたバンドとしてデフトーンズやトゥールといったバンドを挙げている。

## メンバー

### 現メンバー
- アンドリュー・ゴダード Andrew Goddard – ギター, コーラス (1997–現在)
- イアン・ケニー Ian Kenny – リードボーカル (1997–現在)
- ジョン・ストックマン Jon Stockman – ベース (2000–現在)
- マーク・ホスキング Mark Hosking – ギター, コーラス  (2003–現在)
- スティーヴ・ジャッド Steve Judd – ドラム (2004–現在)

### 元メンバー
- アンドリュー・ブラウン Andrew Brown – ベース (1998–2000)
- ブレット・マッケンジー Brett McKenzie – ドラム (1998–2000)
- レイ・ホーキング Ray Hawking – ドラム (2000–2004)

## ディスコグラフィー

### アルバム
| 年   | タイトル                                                                                | チャート最高位 (AUS) |
| ---- | --------------------------------------------------------------------------------------- | -------------------- |
| 2005 | Themata - 発売日: 2005年2月7日 - レーベル: Independent/MGM (KARN001) - フォーマット: CD | 41                   |
| 2009 | Sound Awake - 発売日: 2009年6月5日 - レーベル: Cymatic/Sony (KARN004)                   | 2                    |
| 2013 | Asymmetry - 発売日: 2013年7月19日 - レーベル: Cymatic/Density                           | 1                    |

### EP
- Karnivool (1999)
- Persona - Sic Squared/MGM (SIC003) (2001)
- Themata - MGM (2005)

### シングル
- "L1FEL1KE" - Faultline/Shock (FAULTCD005) (2003)
- "Shutterspeed" (2005)
- "Themata" (2005)
- "Roquefort"  (2005)
- "Set Fire to the Hive" - Cymatic (2009)
- "Goliath"  (2009)[2]
- "All I Know" - Cymatic (2009)
- "We Are" (2013)
- "Eidolon" (2013)[3]